# 1964 في تركيا
فيما يلي قوائم الأحداث التي وقعت خلال عام 1964 في تركيا.

## أحداث
- 1 يناير – مهرجان البرتقالة الذهبية أنطاليا للأفلام العالمية

## مواليد

### يناير
- 1 يناير – أكرم دومانلى صحفي تركي.
- 1 يناير – أيفر تونتش كاتبة تركية.
- 1 يناير – واصب شاهين سياسي تركي.
- 10 يناير – حقان بوياف ممثل تركي.

### فبراير
- 15 فبراير – دوران جتين

### أبريل
- 1 أبريل – حسين ساماني
- 1 أبريل – كمال كوتشاتورك

### أغسطس
- 1 أغسطس – عثمان تشاقر سياسي تركي.
- 5 أغسطس – زرين تكيندور

### أكتوبر
- 7 أكتوبر – يافوز بينغول
- 10 أكتوبر – سوات أتاليك
- 24 أكتوبر – سرحات

### ديسمبر
- 4 ديسمبر – سرتاب أرانر مغنية تركية.
- 4 ديسمبر – فريدون زعيم أوغلي
- 10 ديسمبر – عبد الرحيم كرسل سياسي تركي.
- 20 ديسمبر – زينب داغي سياسية تركية.

## وفيات

### يناير
- 9 يناير – خالدة أديب (مواليد 1884) ناشطة تركية.

### يوليو
- 16 يوليو – حسين رؤوف أورباي (مواليد 1881)

### أكتوبر
- 7 أكتوبر – صفية إيرول (مواليد 1902)